# Kalkoven Daelsweg

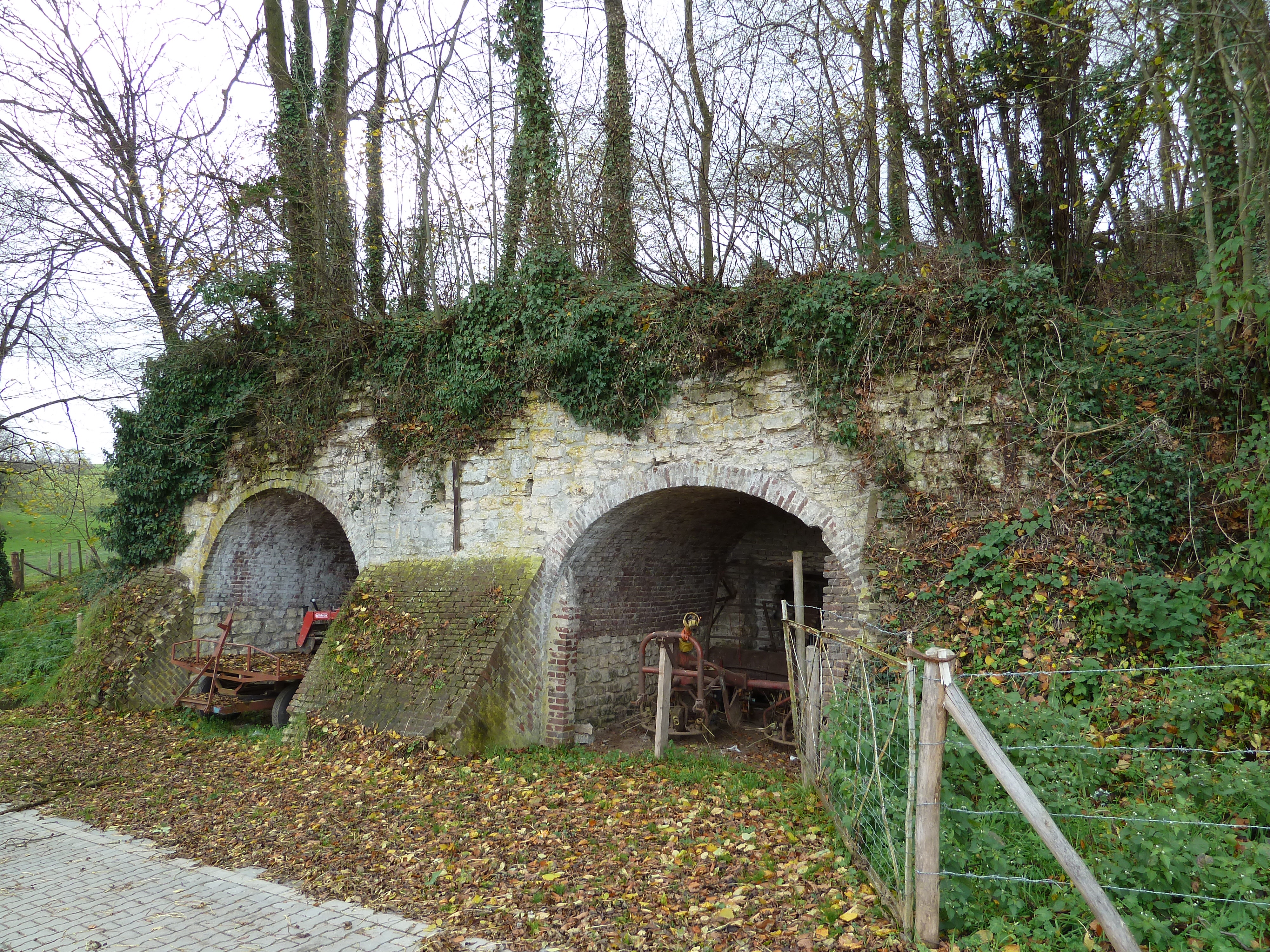

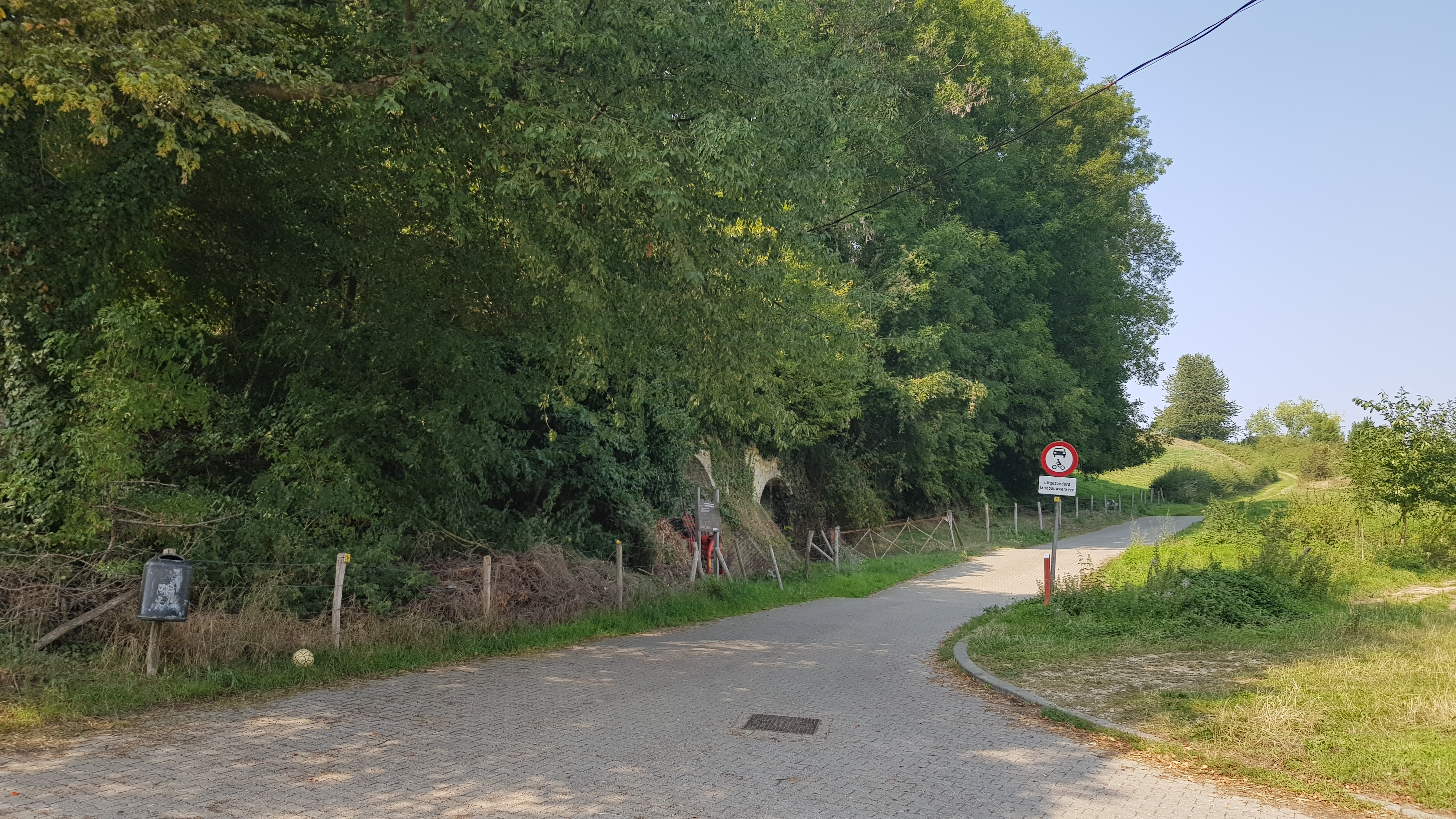

De Kalkoven Daelsweg of Kalkovens boerderij Schneiders is een kalkoven en industrieel monument in Nederlands Zuid-Limburg in de gemeente Voerendaal. Het bouwwerk staat ten noordoosten van Ubachsberg op de rand van het Droogdal de Dael op de Daalsberg tegenover de boerderij Hoeve de Daal op Daelsweg 14 aan de Daelsweg, de weg van Ubachsberg naar Welten (Heerlen).
Op ongeveer 175 meter naar het noorden ligt de Kalkoven Dalberg, op ongeveer 300 meter naar het zuidoosten ligt de Kalkoven Bosrand en op ongeveer 280 meter naar het zuidwesten ligt de Kalkoven Kurvers.

## Geschiedenis
Sinds 27 maart 1997 is het bouwwerk een rijksmonument.
De kalkoven is gerestaureerd en er is een informatiebord bij geplaatst.

## Kalkoven
De kalkoven heeft twee ovenmonden en is opgetrokken in Kunradersteen en baksteen. De frontgevel van de kalkoven is opgetrokken in Kunradersteen en heeft steunberen. De ovenmonden zijn opgetrokken in Kunradersteen en veldbrandsteen en hebben een drie meter diep gewelf.
De oven werd gebruikt om kalk te branden. Allereerst werd de oven gevuld: onderin werd een laag brandstof gelegd, daarop bracht men een laag harde kalksteenblokken aan, daarna een laag steenkool, daarna weer een laag kalksteenblokken, weer een laag steenkool, weer een laag kalksteenblokken, en dit zo door totdat de oven helemaal gevuld was tot bovenin. Men stak vervolgens de oven van onderen aan en het vuur ging langzaam tussen het kalksteen door omhoog. Niet de gehele kolom van de oven brandde, maar enkel een bepaald gedeelte middenin. Boven het vuur zat het (ongebrande kalksteen) en onder het vuur de gebrande kalk. Tijdens het branden bereikte men in de oven een temperatuur van 1000 graden Celsius. Men moest van tijd tot tijd de oven laten trekken: het heen en weer trekken van het rooster om de gebrande kalk (kluitkalk) te laten zakken en te kunnen weghalen.
Als gevolg van het branden vindt er een ontleding plaats van de kalk in enerzijds calciumoxide (gebrande kalk) en anderzijds koolstofdioxide.
De kalk die uit de oven kwam kon men zo houden (ongebluste kalk/kluitkalk) of men kon de kalk blussen met water (gebluste kalk).
- De ongebluste kalk werd gebruikt in mortel als bindmiddel.
- De gebluste kalk werd gebruikt als pleisterkalk, voor het witten van huizen of het bemergelen van akkers.